# Hausen im Wiesental
Hausen im Wiesental (alemannisch: Huuse) ist eine Gemeinde im baden-württembergischen Landkreis Lörrach. Sie liegt im mittleren Wiesental und ist als Heimatort des badischen Dichters Johann Peter Hebel bekannt. Eine erste gesicherte und ausführliche Erwähnung des Dorfes erfolgte 1362. Vom 17. bis 19. Jahrhundert beherbergte Hausen eines der wichtigsten Eisenwerke der Markgrafschaft und später des Großherzogtums Baden, ab der zweiten Hälfte des 19. Jahrhunderts war die Textilindustrie für das Dorf prägend. Die Gemeinde Hausen zählt 2368 Einwohner (31. Dezember 2023) und erstreckt sich über eine 514 Hektar große Gemarkung; zu ihr gehören außer dem gleichnamigen Dorf keine weiteren Ortschaften.

## Geografie

### Lage

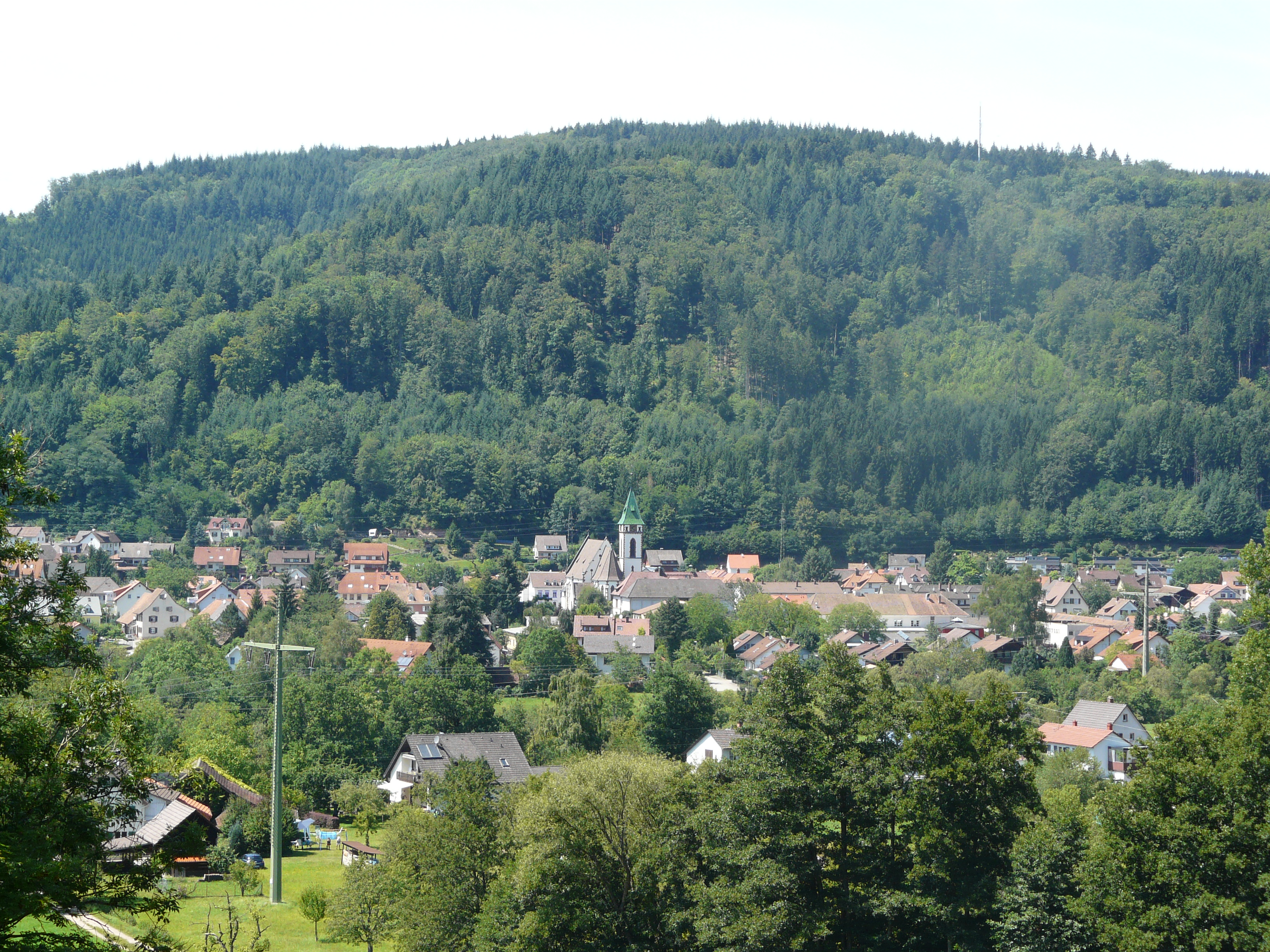
Blick auf Hausen (Mittel- und Oberdorf) von Osten aus

Hausen im Wiesental liegt etwa in der Mitte des Tals der Wiese, eines rechten Nebenflusses des Rheins im Süden des Naturparks Südschwarzwald. Das Wiesental war eine der am frühesten industrialisierten Gegenden im damaligen Großherzogtum Baden. Die Gemeinde Hausen ist etwa 15 Kilometer von der Schweizer Grenze entfernt. Die Gemarkung des Ortes erstreckt sich über 514 Hektar, die höchste Erhebung liegt auf dem Tannenbühl (727 m ü. NHN), am tiefsten ist es an der Grenze zu Schopfheim (385 m ü. NHN).
Hausen ist im Westen und Osten von Hügeln und Bergrücken umgeben. Im Nordwesten Richtung Gresgen liegen der Knobel und der Tannenbühl, im Westen erstrecken sich der Kölsberg, der Maiberg und der Bergrücken des Entegasts mit dem Hausener Köpfle. Östlich der Wiese liegen der Glaskopf, der Blaßberg, der Alzenbühl, im Südosten die Langenfirst und etwas weiter im Hintergrund die Hohe Möhr. Östlich der Wiese liegt außerdem der Staatsforst Hausener Hau, der jedoch trotz seines Namens nicht mehr zum Ort gehört.
Nachbargemeinden von Hausen sind die Stadt Zell im Wiesental mit dem Ortsteil Gresgen im Norden und Nordosten sowie Schopfheim, dessen Gemeindegebiet Hausen im Westen mit der Kernstadt und dem Ortsteil Enkenstein, im Osten mit dem Ortsteil Raitbach und im Süden mit dem Ortsteil Fahrnau kragenförmig umschließt.

### Geologie
Die bei Kandern einsetzende und, OSO verlaufend, in das Bruchschollenfeld von Hasel übergehende Schwarzwaldsüdrand-Verwerfung quert Hausens Gemarkung etwa auf der Höhe der Ortsmitte und bewirkt, dass das Gemeindegebiet Anteil an zwei ganz unterschiedlichen Landschaften hat: einmal am kristallinen Grundgebirgsschwarzwald im N und an der Perm-Buntsandsteinlandschaft des Weitenauer Berglands mit dem breiten Talraum der Wiese im Süden.
An der genannten Verwerfung wird das Kristallin des Schwarzwaldes weit in die Tiefe versenkt. Das Deckgebirge, das einst auch den Schwarzwald bedeckte, dort mit dessen Aufsteigen in der Tertiärzeit aber der Abtragung anheimfiel, konnte in der geschützten Tieflage südlich der Südrandverwerfung überdauern. Allerdings sind im östlichen Teil des Weitenauer Berglands (hier auf dem Entegast) alle Schichten – Jura, Keuper, Muschelkalk – bis auf den Buntsandstein bereits abgeräumt. Der Entegast mit dem Hausener Köpfle ist dementsprechend eine Buntsandsteintafel, welche auf einem Sockel von Rotliegend- und Zechstein-Schichten ruht, die schon im Erdaltertum (im Perm) entstanden.
Beim Rotliegend (genauer: der Weitenau-Formation) und Zechstein (Wiesental-Formation) – Alter etwa 250 bis 275 Mio. Jahre – handelt es sich um angeschwemmtes Abtragungsmaterial (Sandsteine und Ton/Schluff) am Fuße eines Schwarzwald-Vorläufers. Der Buntsandstein ist ebenfalls ein Schwemmlandsediment. Alter etwa 240–250 Mio. Jahre.
Der Talraum der Wiese verbreitert sich südlich der Schwarzwaldsüdrand-Verwerfung auf etwa 1,5 km. Die Wiese konnte hier im Deckgebirge kräftiger seitwärts erodieren als im widerständigeren Schwarzwaldgranit. In den von ihr geschaffenen Talraum deponierte sie in den Kaltzeiten des Eiszeitalters ihre Schotter. Die heutige Talfüllung ist die Hinterlassenschaft der letzten (Würm-)Kaltzeit. Nacheiszeitlich wurden Schotter zum Teil umgelagert oder abgeräumt, weshalb der Talboden um Hausen mehrere Niveaus aufweist. Die sich eintiefende Wiese hat schließlich die Aue, das tiefste Niveau, geschaffen, in welcher sich der Fluss bis zur Wiese-Korrektion ganz ungeregelt bewegte.
Nördlich der Schwarzwaldsüdrandverwerfung erheben sich die Schwarzwaldberge Knobel, Ubholz und Kölsberg. Man ist hier im Gebiet des Malsburg-Granits, eines mittel- bis grobkörnigen (z. T. rötlich-)grauen Biotitgranits, in dem auch große Feldspatkristalle vorkommen (Biotit: schwarzer Glimmer). Die Granitmassen gehören zu einem einst in den älteren Gneis aufgedrungenen, später durch die Abtragung freigelegten Pluton der Karbonzeit (Alter etwa 330 Mio. Jahre). An der Maibergstraße ist der leicht vergrusende Malsburggranit mehrfach aufgeschlossen.
Auf der Maiberg-Passhöhe lassen sich bereits beim Wanderparkplatz und am Birchbühl Gerölle beobachten, die ein altpleistozäner (aus dem älteren Eiszeitalter) Fluss hinterlassen hat. Anhand weiterer Schotterreste (unter anderem beim Wirtenberg oder den Klosterhöfen) lässt sich sein Lauf in etwa weiter westlich verfolgen. Unmittelbar westlich des Maibergpasses setzt mit dem Brodenloch-Tälchen die Ausräumungszone in den weichen Rotliegend-Tonen zwischen Schwarzwald und den Buntsandstein-Tafelbergen ein.

### Klima
Hausen verfügt über keine eigene Station zur Messung von Wetterdaten. Eine solche besteht allerdings im Schopfheimer Ortsteil Eichen, nur wenige Kilometer von Hausen entfernt und nahezu auf gleicher Höhe. Die in Eichen gemessenen Temperatur- und Niederschlagswerte sind in der folgenden Tabelle wiedergegeben:
|                        | Jan   | Feb  | Mär  | Apr  | Mai   | Jun   | Jul  | Aug   | Sep  | Okt  | Nov   | Dez   |   |      |
| Mittl. Temperatur (°C) | −0,7  | 1,0  | 4,0  | 8,1  | 12,4  | 15,8  | 17,9 | 16,9  | 13,7 | 8,8  | 3,6   | 0,2   | ⌀ | 8,5  |
|                        |       |      |      |      |       |       |      |       |      |      |       |       |   |      |
| Niederschlag (mm)      | 105,2 | 88,1 | 92,2 | 93,4 | 110,4 | 110,9 | 92,9 | 110,1 | 83,3 | 86,8 | 100,5 | 111,2 | Σ | 1185 |

|  |

|  |

|  |

|  |

|  |

|  |

|  |

|  |

|  |

|  |

|  |

|  |

|  |

|  |

|  |

|  |

|  |

|  |

|  |

|  |

|  |

|  |

|  |

|  |

### Naturlandschaft
In der naturräumlichen Gliederung liegt Hausen im Schwarzwald und dort in der Hauptregion 4. Ordnung „Hochschwarzwald“ (Nummer 155). Durch die Gemarkung verläuft dabei die Grenze zwischen den Teillandschaften Südlicher Kammschwarzwald im Norden (Mittleres Wiesebergland) und Weitenauer Bergland im Süden (Unteres Wiesetal und Schlächtenhaus-Weitenauer Talung). Das gesamte Gemeindegebiet Hausens ist Teil des Naturparks Südschwarzwald.
62,93 Hektar der Hausener Gemarkung gehören außerdem zum Fauna-Flora-Habitat-Gebiet „Röttler Wald“. Es handelt sich dabei um ein über mehrere Gemeinden verteiltes, mehr als 2500 Hektar großes, strukturreiches Wald- und Wiesengebiet mit Buchenaltbeständen. Zu den darin heimischen Arten gehören die Gelbbauchunke, der Hirschkäfer, die Helm-Azurjungfer, das Grüne Gabelzahnmoos, die Bechstein- und die Wimperfledermaus sowie das Große Mausohr.

## Geschichte

### Erste Zeugnisse

Karte des Markgräflerlands, die Hausens Lage direkt an der Grenze zu Vorderösterreich illustriert

Die frühe Geschichte Hausens, seine Gründung und territoriale Zugehörigkeit lassen sich nicht genau bestimmen. Aufgrund der Besiedelung des Wiesentals, der ersten Erwähnung umliegender Orte und des Ortsnamens kann allerdings vermutet werden, dass der Ort um 800 gegründet wurde. Politisch und territorial war Hausen vermutlich eng mit dem benachbarten Schopfheim verknüpft, das lange Zeit zur Herrschaft Rötteln gehörte. (zur Herrschaftsentwicklung im Wiesental siehe auch Geschichte des Wiesentals)
Eine erste urkundliche Erwähnung erfuhr Hausen im Jahr 1295, allerdings ist nicht klar, ob es sich dabei wirklich um Hausen im Wiesental handelte. In den folgenden Jahrzehnten erschien Hausen in mehreren Auflistungen von zins- und zehntpflichtigen Orten. Dabei spiegelte sich auch die territoriale Zersplitterung des deutschen Südwestens wider, denn innerhalb von 80 Jahren war Hausen offenbar dem Kloster Weitenau, dem Kloster St. Blasien, den Herren von Landeck und dem Deutschen Orden in Beugen zehntpflichtig. Vermutlich stand zu dieser Zeit oberhalb von Hausen eine Burg oder Hochwacht. Darauf deutet zum einen der Flurname Burgeck hin, zum anderen gaben Ausgrabungen des Heimatforschers Karl Seith im Jahr 1932 entsprechende Hinweise. Erstmals ausführlich erwähnt wurde Hausen in einer Urkunde vom 13. Juli 1362. Darin wurde Markgraf Otto von Hachberg, Rötteln und Sausenberg die hohe Gerichtsbarkeit zugesprochen, während die niedere Gerichtsbarkeit den Basler Bürgern Dietschemann und Lienhard zer Sunnen oblag. Woher die Basler Familie zu ihren Rechten in Hausen kam, ist noch nicht klar. Eine Hypothese ist, dass die Herren von Stein, die im ausgehenden 13. Jahrhundert auf klösterlich-St.-blasischem Gebiet die Herrschaft Neuenstein errichteten, auch Rechte über Hausen erhielten und diese durch einen Erbgang im frühen 14. Jahrhundert an die Familie zer Sunnen kam. Ebenfalls unklar ist, wie die Hachberger in Besitz der hochgerichtlichen Rechte gekommen waren. Wahrscheinlich ist jedoch, dass die hachbergischen Rechte von der Breisgaugrafschaft und der Herrschaft Rötteln herrühren. 1406 geschah zwischen Hausen und Zell ein Totschlag; im Anschluss daran kam es zwischen Markgraf Rudolf III. von Hachberg-Sausenberg und den Basler Bürgern Jakob und Petermann Zibol (in anderen Quellen Zibolle) zu einem Rechtsstreit über die hohe Gerichtsbarkeit in Hausen. Jakob Zibol hatte 1394 und 1397 große Teile des schönauischen Besitzes im Oberen Wiesental erhalten, darunter auch das Meieramt über Zell; darüber hinaus war Jakobs Sohn Petermann mit der Witwe eines Herren von Schönau verheiratet. Die hohe Gerichtsbarkeit über Hausen konnte die Basler Familie allerdings nicht erlangen, ein Basler Gericht sprach sie am 21. Juni 1406 Rudolf III. von Hachberg-Sausenberg zu. Im 16. Jahrhundert wurde Hausen in mehreren Steuerlisten der Markgrafen von Hachberg-Sausenberg aufgeführt, wobei 1572 Carl Markgraf zu Baden u. Hochberg, Landgraf zu Sausenberg, Herr zu Rötteln u. Badenweiler als „rechter und einiger Herr und Inhaber des Fleckens Husen“ bezeichnet wurde. Die Bewohner Hausens waren Eigenleute der Herrschaft Rötteln, an die außerdem Teile des Großzehntens gingen. Andere Teile des Großzehntens mussten zuerst an die Herren von Landegg, später an den Deutschen Orden in Beuggen bezahlt werden. Hausen lag zu dieser Zeit direkt an der Grenze zwischen der badischen Markgrafschaft und den vorderösterreichischen Besitzungen der Habsburger, die ab Zell begannen. Mit Einführung der Reformation in Baden-Durlach durch Markgraf Karl II. im Jahr 1556 wurde diese territoriale Grenze auch zu einer konfessionellen.

### Errichtung des Eisenwerkes
Im späten 17. Jahrhundert wurde im Ort ein Eisenwerk errichtet. Der Standort Hausen wurde wohl deshalb ausgewählt, weil dort sowohl die Wasserkraft der Wiese als auch genügend Holz für Holzkohle verfügbar und außerdem die Entfernung zu den Eisenerzvorkommen in der Umgebung von Kandern nicht zu groß war. Bestand das Werk anfangs vor allem aus Einrichtungen zur Eisenherstellung, so siedelten sich bald auch eisenverarbeitende Betriebe an. Das Eisenwerk wurde zu einem der größten Industriebetriebe in der damaligen Markgrafschaft und bestand bis ins 19. Jahrhundert. Das in Hausen produzierte Eisen gehörte zum besten Eisen in ganz Baden. Neben seiner wirtschaftlichen Bedeutung hatte das Werk auch Auswirkungen auf die Bevölkerung des Dorfes, da es Arbeiter aus anderen Gebieten anzog und damit zu einer zunehmend größeren katholischen Gemeinde im vormals rein protestantischen Dorf führte. Heute noch sichtbare Zeugnisse des alten Eisenwerkes sind die für die dort Beschäftigten errichteten Laborantenhäuser und das Herrenhaus (Herrehuus) im Oberdorf.
Neben dem Eisenwerk waren Kriege und Seuchen bestimmende Faktoren des Lebens in Hausen im 17. und 18. Jahrhundert. Vom Dreißigjährigen Krieg war das Wiesental etwa ab 1630 stark betroffen. 1629 waren kaiserliche Truppen in Schopfheim einquartiert; nach ihrem Abzug brach die Pest aus, die alleine in Hausen 47 Todesopfer forderte. Ab 1630 war das Wiesental vermehrt Opfer von Streifzügen und Einquartierungen. 1634 grassierte erneut die Pest; 1643 verlor ein Hausener Müller, der vor den Kriegsgräueln nach Geschwend geflohen war, dort drei seiner Kinder bei einem Überfall der Franzosen. Im Holländischen Krieg wurden die Hausener Kirchenfenster zerschlagen, im Pfälzer Erbfolgekrieg mussten Hausen und die Nachbardörfer wiederum mehrere Einquartierungen hinnehmen, bei denen es auch zu Plünderungen kam. Daneben musste die Gemeinde sich auch an den Kriegskosten beteiligen. Allein in den Jahren 1689 bis 1695 betrug die zu bezahlende Summe 6774 Gulden. Nach dem Ende des Spanischen Erbfolgekrieges kehrte eine relative Ruhe ein, unterbrochen von einem Ruhr-Ausbruch 1746 und den Blattern, die 1755–1769 das Leben mehrerer Kinder forderten. Die Ruhe endete mit der Französischen Revolution und den ihr folgenden Kriegen: Wieder musste das Dorf Soldaten einquartieren und Kriegssteuern bezahlen. Für Napoleon Bonapartes Russlandfeldzug 1812 wurden acht Hausener Männer in die Grande Armée gezwungen, nur einer von ihnen kehrte zurück. 1813/14 grassierte der Typhus in Hausen.

### Industrialisierung

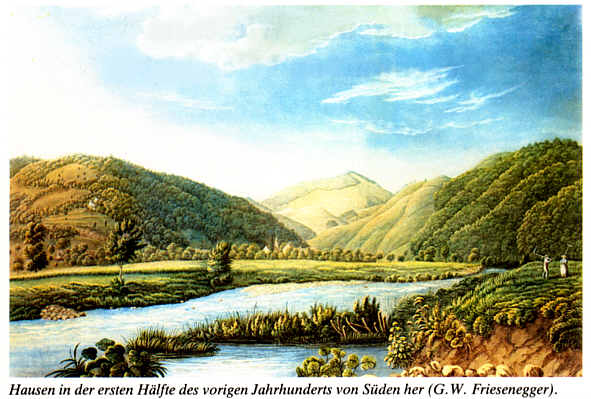
Die Wiese bei Hausen, G.W. Friesenegger, Erste Hälfte 19. Jahrhundert; links der Köhlsberg, rechts der Alzenbühl, zentral der Zeller Blauen.

Im März 1837 wurde in Hausen der traditionelle Zehnt abgelöst. 1848 zog Friedrich Heckers Revolutionszug auch durch Hausen; einige Bürger schlossen sich ihm an, verließen die Reihen der Revolutionäre allerdings kurz darauf wieder. In einer Badischen Vaterlandskunde aus dem Jahr 1858 wird das Dorf wie folgt beschrieben: „Nicht weit von Zell, da wo das Thal sich öffnet, liegt das freundliche Hausen. […] Noch mehr, als durch sein Eisenwerk, ist Hausen bekannt als der Ort, wo der liebliche alemannische Sänger Hebel seine Kindheit verlebte. Noch steht sein elterliches Haus“.
Ende des 19. Jahrhunderts wurde die Eisenindustrie durch die Textilindustrie abgelöst, die in Hausen wie im restlichen Wiesental zum bestimmenden Wirtschaftszweig im 20. Jahrhundert wurde. Auf dem Gelände des stillgelegten Eisenwerkes wurde eine Florettseidenspinnerei des Schopfheimer Fabrikanten Grether errichtet. Nach zwölf Jahren wurde sie verkauft und in eine Kammgarnspinnerei umgebaut, die 1880 ihren Betrieb aufnahm. 1894 wechselte die Spinnerei erneut den Besitzer und wurde von der Mechanischen Buntweberei Brennet (heute Brennet AG) erworben. 1875 gründete Fritz Behringer eine Wollspinnerei und um die Jahrhundertwende errichtete er mit zwei Geschäftspartnern eine Färberei und Bleicherei nahe der heutigen (unteren) Wiesebrücke. Ebenfalls um die Jahrhundertwende, im Jahr 1896, erwarb die Lörracher Kaufmannsfamilie Vortisch das Gelände einer Mühle im Unterdorf (Untere Mühle) und errichtete dort die Tuchfabrik Vortisch und Comp. Eine weitere Mühle in der Nähe des Hebelhauses, die Obere Mühle wurde 1868 vom Malterdinger Müller August Wilhelm Menton erworben und erweitert; Mentons Sohn und Enkel erweiterten die Mühle noch weiter und bauten sie zu einer modernen Walzenmühle aus, die im Jahr 1913 eine Mahlleistung von 25 Tonnen in 24 Stunden erreichte. Das selbst zu Eisenwerkzeiten noch immer sehr landwirtschaftlich geprägte Hausen war damit endgültig zu einem Arbeiterdorf geworden. Dies hatte auch große Auswirkungen auf das soziale Leben im Dorf: Die Textilarbeiter engagierten sich in Gewerkschaften wie dem Deutschen Textilarbeiterverband oder dem Christlich-Nationalen Textilarbeiterverband. Es entstanden ein Arbeitergesangverein, die Freie Turnerschaft Hausen und der Arbeiterradfahrverein Solidarität Hausen. 1903 wurde die Ortsgruppe der Sozialdemokratischen Partei gegründet und in den folgenden Jahren folgten ein Karl-Marx-Klub und ein kommunistisch geprägter Arbeitssportklub Zell-Hausen.
Auch die Infrastruktur des Dorfes wurde um die Jahrhundertwende weiter verbessert. Während der mehr als 30 Jahre andauernden Amtszeit des Bürgermeisters Roths wurde 1900 eine zentrale Wasserversorgung geschaffen, 1908 das noch heute benutzte Schulgebäude erbaut und eingeweiht und 1910/11 der Friedhof im Unterdorf angelegt.

### Erster und Zweiter Weltkrieg
Im Ersten Weltkrieg fanden 43 Bürger als Soldaten den Tod, fünf weitere wurden vermisst. In der Zeit nach dem Krieg fand eine Konzentration bei den Hausener Textilbetrieben statt: 1923 wurden Betrieb und Gelände der Färberei und Bleicherei an der Wiesebrücke je zur Hälfte an die Firmen Brennet und Vortisch verkauft, 1927 kaufte die Brennet AG Gelände und Wohnhäuser der Firma Vortisch auf, errichtete eine zweite Spinnerei und wurde somit zur bedeutendsten Arbeitgeberin im Dorf, die zeitweise bis zu 600 Menschen beschäftigte. Zwischen 1923 und 1925 kam es zu mehreren Streiks der Textilarbeiter. Zur Bekämpfung der Arbeitslosigkeit führte die Gemeinde zahlreiche Infrastrukturmaßnahmen durch, die vom Staat bezuschusst wurden; so wurde die Kanalisierung des Dorfes vorangetrieben und Waldwege angelegt.
Mit der Machtübernahme der Nationalsozialisten 1933 wurden die Arbeitervereine wie die Freie Turnerschaft und der Arbeitergesangsverein aufgelöst, ihr Vermögen wurde eingezogen. Ebenfalls aufgelöst wurden die Parteien und der Gemeinderat. Eine Kundgebung von SA und NSDAP-Parteigängern forderte auch den Rücktritt des seit 1913 amtierenden Bürgermeisters Hauser, der sein Amt jedoch verteidigen konnte. Die „Machtergreifung“ der Nationalsozialisten führte auch zu einem verstärkten Parteieintritt der Bürger: Hatte es vor Hitlers Kanzlerschaft gerade einmal 17 NSDAP-Mitglieder gegeben, so stieg die Zahl in den folgenden Jahren auf 188. Bezogen auf die Einwohnerzahl des Ortes im Jahr 1946 macht dies einen Anteil von 14,59 % aus. 53 Männer bestätigten dem Rathaus per Unterschrift eine Mitgliedschaft in der SA, fünf Männer werden als Angehörige der Waffen-SS erwähnt.
Die Verluste im Zweiten Weltkrieg waren noch höher als im Ersten Weltkrieg: 77 Hausener, darunter auch einige Zivilisten, starben zwischen 1940 und 1950, 27 wurden vermisst. Auch Hausen selbst war vom Krieg betroffen: Im Februar 1945 wurde der Bahnhof von Jagdbombern beschossen und im April 1945 marschierten französische Truppen ins Dorf ein. Dabei wurde der Bürgermeister Albert Hauser tödlich verwundet. Nach dem Krieg wurden insgesamt 272 Vertriebene in Hausen angesiedelt, die meisten davon aus Ostpreußen.

### Nachkriegszeit und Gegenwart

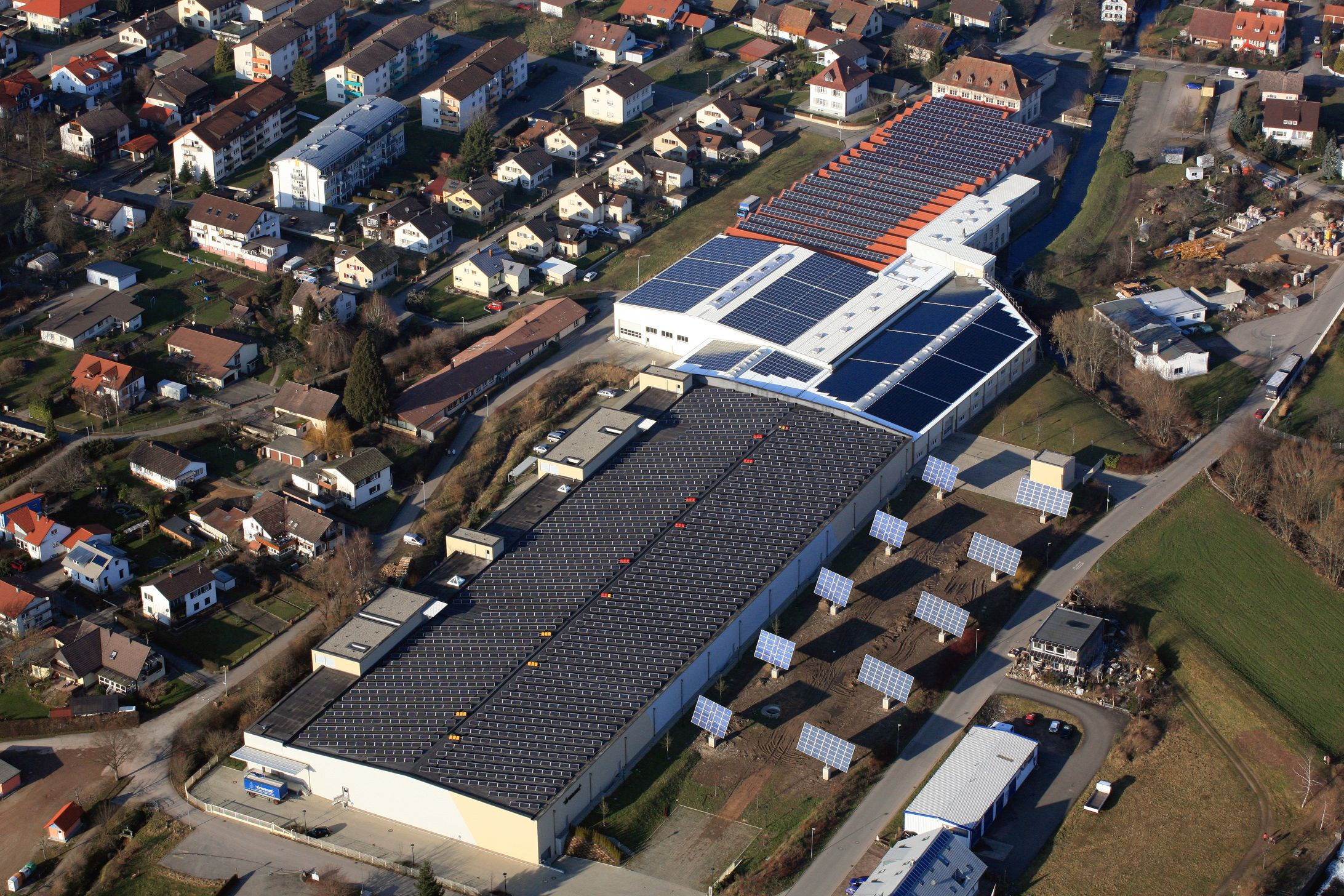
Das Werk der Brennet nach dem 2004 erfolgten Umbau

Aufgrund des Zweiten Weltkrieges war die Feier des zu Ehren von Johann Peter Hebel gefeierten Hebelfests zeitweise unterbrochen; schon 1946 wurde es wieder begangen, und 1947 öffnete die Schweizer Regierung erstmals seit dem Krieg die Grenze zu Deutschland, damit die Basler Gäste daran teilnehmen konnten. Badens Staatspräsident Leo Wohleb war zu dieser Zeit oft zu Gast auf dem Fest, und 1952 wohnte auch der damalige Bundespräsident Theodor Heuss den Feierlichkeiten bei.
Seit dem 5. September 1963 führt die Gemeinde den Namensbestandteil im Wiesental.
Die Gebietsreform in Baden-Württemberg in den 1970er Jahren führte auch in Hausen zu Diskussionen. Im Raum standen damals der Anschluss Hausens an Zell oder Schopfheim; dem Wunsch einer Bürgerversammlung folgend arbeitete die Gemeinde jedoch auf die Beibehaltung der Unabhängigkeit hin und erhielt hierin Unterstützung von Regierungspräsident und Hebel-Plakettenträger Anton Dichtel. 1973 gelang die Verabschiedung einer Verwaltungsgemeinschaft mit Schopfheim, Maulburg und Hasel, wodurch eine mögliche Eingemeindung verhindert wurde. Im Raum stand nun nur noch der etwaige Anschluss des schon zur evangelischen Hausener Pfarrgemeinde gehörenden Raitbach an Hausen. Dieser wurde jedoch ebenfalls verworfen, da man mit zu hohen Investitionskosten in Raitbach rechnete; Raitbach kam so, wie auch bereits die Hausener Nachbarorte Fahrnau und Enkenstein, an Schopfheim. Wie im übrigen Wiesental verlor die Textilindustrie im ausgehenden 20. Jahrhundert auch in Hausen an Bedeutung. Hatte die Brennet AG 1950 noch rund 500 Arbeiter beschäftigt, waren es 1980 noch etwa 300.
Am 27. Juni 1971 fuhr die Tour de France 1971 durch Hausen und war Teil der Etappe von Basel nach Freiburg.
1992 wurde das auf dem Gelände des ehemaligen Eisenwerks gelegene Werk I stillgelegt, das Werk II im Unterdorf arbeitete jedoch weiter. 2004 wurde es um ein neues Betriebsgebäude erweitert und zur damals modernsten Spinnerei Europas ausgebaut. Ende des 20. Jahrhunderts wurde ein neues Gewerbegebiet auf der Krummatt im Unterdorf erschlossen und 2009 am nördlichen Ortsausgang eine zweite Brücke über die Wiese mit Anbindung an die B 317 eröffnet. Das stillgelegte Brennet-Werk I wurde Anfang des 21. Jahrhunderts abgerissen, das Gelände soll nun als Gewerbegebiet Eisenwerk neu erschlossen werden.
Anfang Mai 2011 kam es im Brennet-Werk im Unterdorf zu einem Großbrand, bei dem rund 1.180 Tonnen Baumwolle verbrannten und ein Schaden in Millionenhöhe entstand. Teile des Gebäudes mussten abgerissen werden. Anfang November 2011 gab die Brennet bekannt, ihr Werk in Hausen aufgeben zu wollen. Die Produktion der Spinnerei wurde in der Folge am 31. März 2012 eingestellt, die letzte Hausener Textilfabrik geschlossen. Kurz darauf wurde bekannt, dass die Brennet den gesamten Betrieb zum Jahresende 2012 einstellen wird.

## Bevölkerung
Hausens Bevölkerung stieg vor allem seit dem 19. Jahrhundert stetig an und wuchs von 417 im Jahr 1804 auf 684 im Jahr 1861 und weiter auf 1249 im Jahr 1910. Nach dem Ersten Weltkrieg ging die Einwohnerzahl 1919 auf 1181 zurück; 43 Bürger fielen im Krieg und fünf wurden vermisst. Bis 1939 stieg die Zahl wieder an. Im Zweiten Weltkrieg starben 70 Soldaten aus Hausen an der Front, sieben an den Folgen des Krieges oder als Zivilisten, 27 wurden vermisst. Nach dem Zweiten Weltkrieg stieg die Einwohnerzahl durch den Zuzug von Heimatvertriebenen stark an. Seit Ende der 1980er Jahre ist sie leicht rückläufig. Der Ausländeranteil, die größte Gruppe sind Italiener, sank von 14,9 % im Jahr 1980 auf 13,2 % 1987.
Am 31. Dezember 2009 hatte Hausen 2372 Einwohner, davon 10,8 % Ausländer. Das Durchschnittsalter beträgt 42,2 Jahre, die durchschnittliche Haushaltsgröße im Jahr 2006 betrug 2,4 Personen je Privathaushalt und liegt damit leicht über dem Landesdurchschnitt von 2,2.

### Bevölkerungsentwicklung
| Jahr    | Einwohner |
| ------- | --------- |
| 1698/99 | 226       |
| 1744    | ca. 420   |
| 1790    | ca. 445   |
| 1809    | 453       |
| 1844    | 553       |
| 1859    | 680       |
| 1871    | 755       |
| 1890    | 1171      |
| 1910    | 1249      |
| 1939    | 1320      |

| Jahr | Einwohner |
| ---- | --------- |
| 1950 | 1504      |
| 1973 | 2100      |
| 1981 | 2251      |
| 1991 | 2332      |
| 1993 | 2282      |
| 1995 | 2377      |
| 1997 | 2412      |
| 1999 | 2393      |
| 2001 | 2382      |
| 2003 | 2409      |

| Jahr | Einwohner |
| ---- | --------- |
| 2005 | 2397      |
| 2007 | 2401      |
| 2009 | 2372      |
| 2011 | 2305      |
| 2012 | 2293      |
| 2013 | 2349      |
| 2014 | 2362      |
| 2015 | 2361      |
| 2020 | 2311      |

Grafische Darstellung:
Datenquelle: Hausen im Wiesental – Gegenwart und Geschichte, S. 128 und Statistisches Landesamt Baden-Württemberg

### Religion
In Hausen bestehen zwei Kirchengemeinden. Historisch gehörte der Ort zur protestantischen Markgrafschaft Baden-Durlach und war somit lutherisch. Zunächst gehörte Hausen dabei der Schopfheimer Pfarrei an, 1740 erhielt das Dorf einen eigenen Pfarrer. Die Errichtung des Eisenwerkes führte zu einem ersten Zuzug von Katholiken: 1809 lebten im Dorf 12 Katholiken von insgesamt 357 Bewohnern, dazu am Eisenwerk 8 von 96; 1844 waren im Dorf 13 katholische Einwohner von 447 verzeichnet, auf dem Gebiet des Eisenwerkes 44 von 106. Mit dem Erstarken der Textilindustrie setzte sich diese Entwicklung fort. Anfang des 20. Jahrhunderts waren bereits über 30 % der Bevölkerung katholisch und neben der bereits bestehenden evangelischen Kirche wurde die römisch-katholische Kirche St. Josef gebaut und geweiht. 1987 waren 47 % der Einwohner katholisch, 43 % evangelisch. Heute ist die Pfarrgemeinde St. Josef Teil der Seelsorgeeinheit Mittleres Wiesental des Dekanats Wiesental im Erzbistum Freiburg. 
Die katholische Pfarrgemeinde umfasst ein größeres Gebiet als die politische Gemeinde Hausen, da zu ihren Aufgaben auch die Seelsorge für die Katholiken im größten Teil der Gemeinde Kleines Wiesental zählt. Neben der Pfarrkirche in Hausen gehört auch die Marienkapelle in Tegernau zur Pfarrgemeinde.
Die evangelische Kirchengemeinde ist Teil der Region Schopfheim im Evangelischen Kirchenbezirk Markgräflerland der Evangelischen Landeskirche in Baden. Neben Hausen betreut sie auch das benachbarte Raitbach.

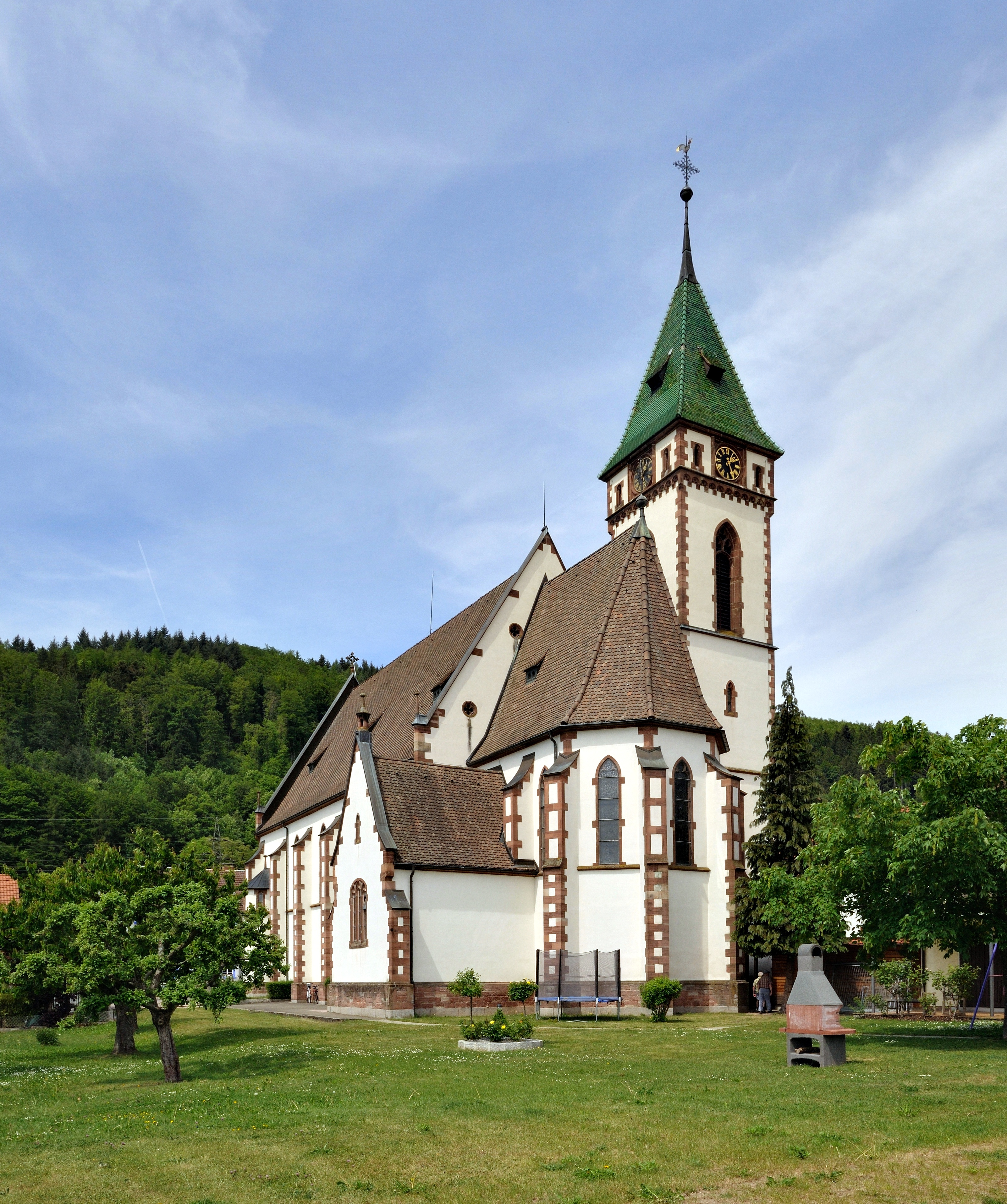
Katholische St.-Josephs-Kirche
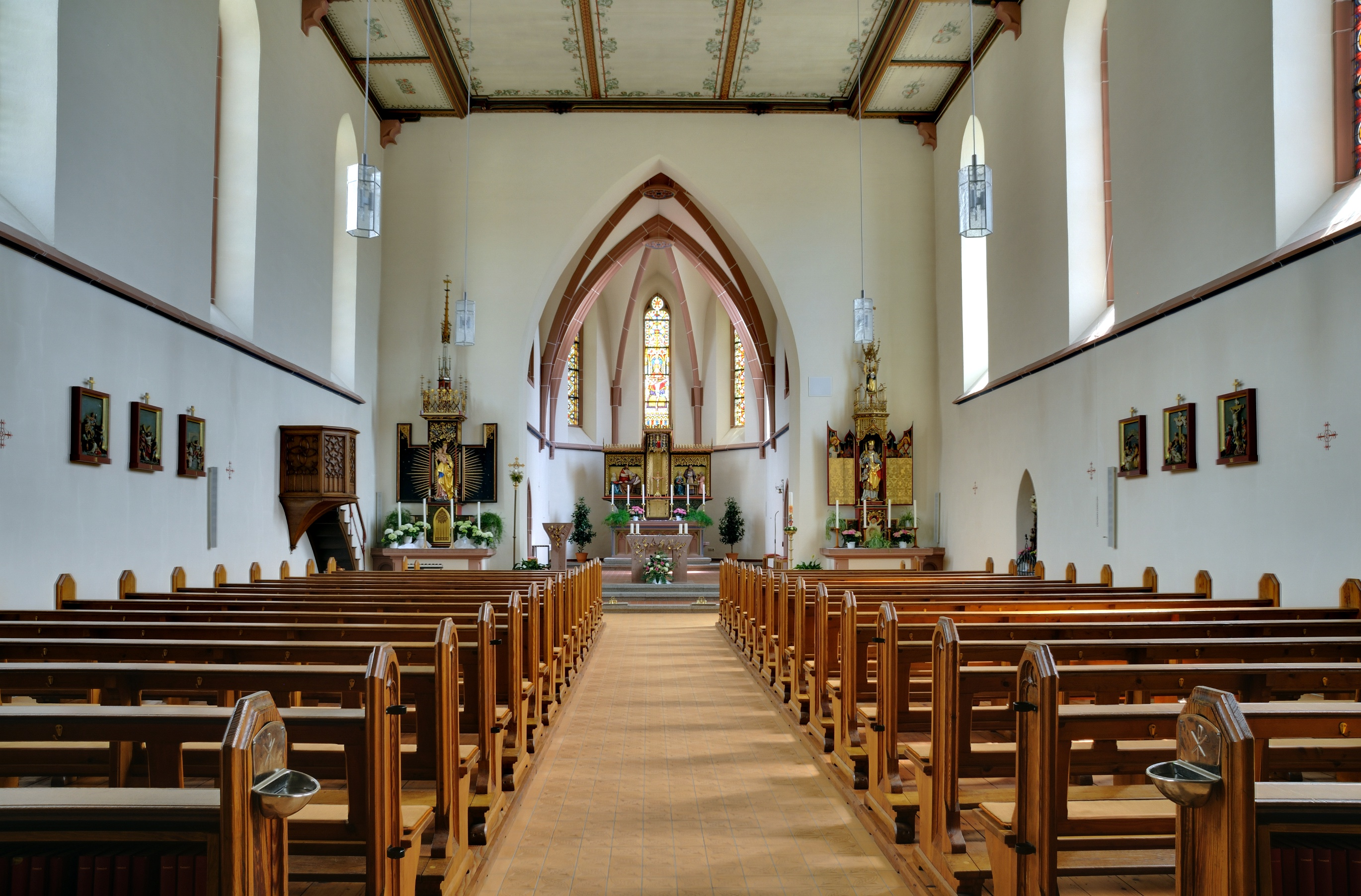
Innenansicht der St.-Josephs-Kirche
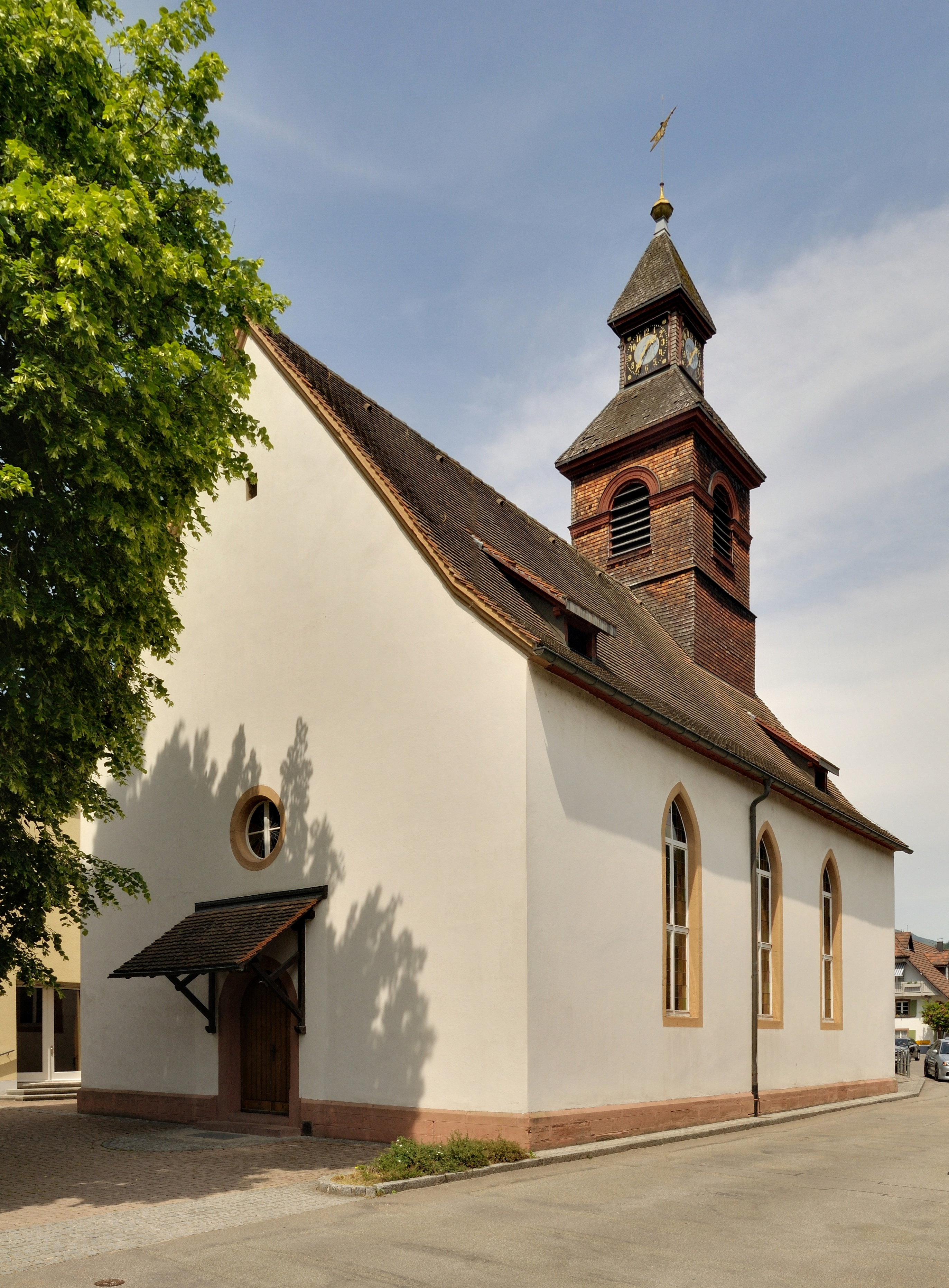
Evangelische Kirche
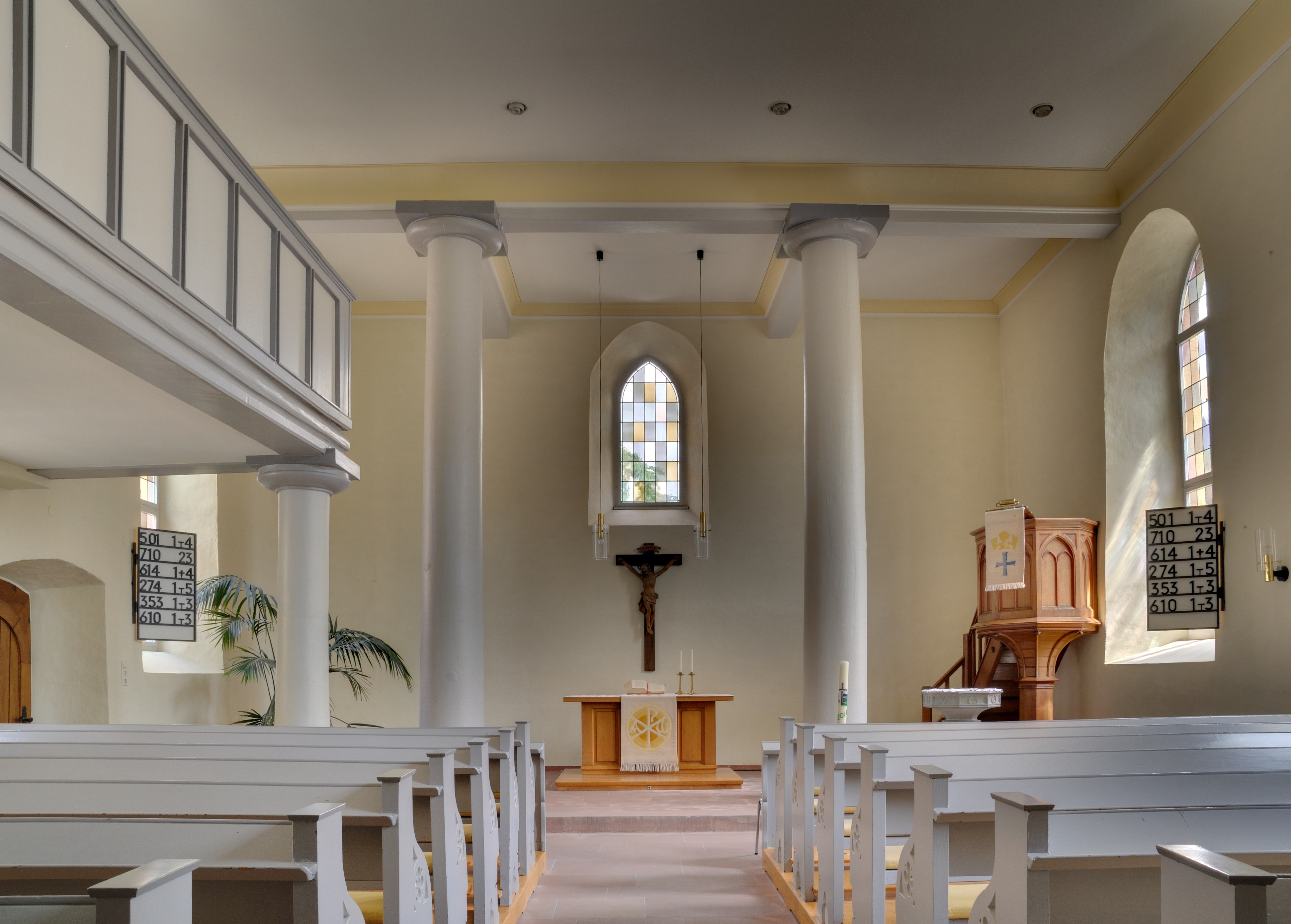
Innenansicht der evangelischen Kirche

### Mundart
In Hausen wird, wie im übrigen Wiesental, Hochalemannisch mit der charakteristischen Lautverschiebung von k im Anlaut zu ch (Chuchichäschtli) gesprochen. Der Wiesentäler Dialekt ist jedoch nicht homogen; Aussprache und Vokabular unterscheiden sich von Ort zu Ort. Bekanntestes Beispiel für den Wiesentäler Dialekt sind Johann Peter Hebels Allemannische Gedichte. Da Hebel einen großen Teil seiner Kindheit in Hausen verbrachte und auch seine Mutter aus dem Dorf stammte, ist Hebels Sprache grundsätzlich recht nah an der in Hausen gesprochenen Mundart. Sprachwissenschaftler haben jedoch darauf hingewiesen, dass Hebel sich nicht streng an einen Dialekt gehalten hat. Zum einen benutzt er in seinen Gedichten mehrere Wörter aus der Hochsprache, die in der Mundart so nicht vorkommen; zum anderen schreibt Hebel rüefe (rufen), obwohl der üe-Laut in Hausen zu ie (z. B. grien für grün) entrundet ist. Die Allemannischen Gedichte sind folglich eher eine Mischung mehrerer lokaler Mundarten und entsprechen nicht vollständig der in Hausen verwendeten Aussprache.

## Politik

### Verwaltungsgemeinschaft
Die Gemeinde gehört zur Vereinbarten Verwaltungsgemeinschaft der Stadt Schopfheim.

### Gemeinderat

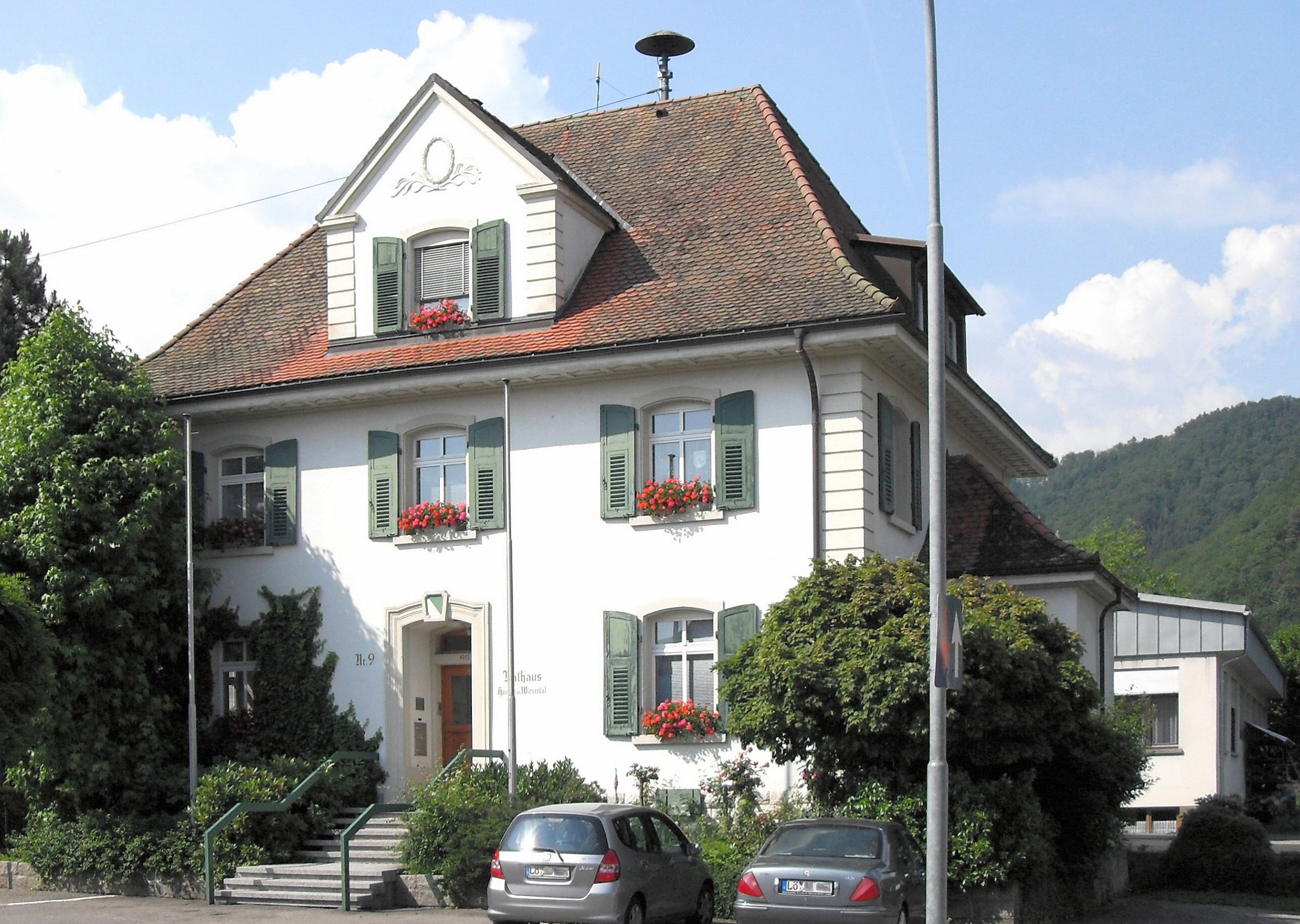
Rathaus

Dem Gemeinderat gehören neben dem Bürgermeister als Vorsitzenden zwölf ehrenamtliche Mitglieder an, die von der Bürgerschaft auf fünf Jahre gewählt werden. Die Kommunalwahl vom 9. Juni 2024 brachte folgendes Ergebnis:
| Partei | Stimmenanteil | +/-  | Sitze | +/- |
| ------ | ------------- | ---- | ----- | --- |
| FWV    | 45,2 %        | −7,4 | 5     | −1  |
| SPD    | 33,3 %        | +1,2 | 4     | =   |
| CDU    | 21,5 %        | +6,2 | 3     | +1  |

* Veränderung zur letzten Kommunalwahl. 

### Wahlen
Hausen gehört zum Bundestagswahlkreis 282 Lörrach-Müllheim und zum Landtagswahlkreis 58 Lörrach.
Bei den ersten Reichstagswahlen im Jahr 1871 erhielt die Nationalliberale Partei fast alle in Hausen abgegebenen Stimmen. In der folgenden Zeit führte die zunehmende Industrialisierung und der damit verbundene Zuzug katholischer Arbeiter zu Stimmengewinnen für die Zentrumspartei und die Sozialdemokraten. Letztere erreichten bei der Reichstagswahl 1912 mit 59 % der abgegebenen Stimmen eine deutliche absolute Mehrheit im Dorf. Der Charakter Hausens als Arbeiterdorf zeigt sich auch in den Wahlergebnissen der Weimarer Republik: Die SPD blieb zunächst stärkste Partei, verlor in der Folge aber zahlreiche Stimmen an die USPD und später an die KPD, die 1930 stärkste Partei im Ort wurde. Der Anteil der Deutsch-Demokratischen Partei nahm stetig ab, während sich das Zentrum bei rund einem Zehntel der Stimmen behaupten konnte. 1932 schließlich wurde die NSDAP mit 42 % stärkste Partei. Nach dem Krieg kehrte zunächst die SPD in ihre bestimmende Rolle zurück, es kam allerdings auch zu einem deutlichen Erstarken der CDU, die mit der SPD gleichauf zog. In den letzten Jahren konnten auch die Grünen und stellenweise die FDP ihre Anteile ausbauen. Die Wahlergebnisse der letzten beiden Bundes- und Landtagswahlen sind in den folgenden Tabellen wiedergegeben.
| Partei    | Stimmenanteil 2025 | Stimmenanteil 2021 |
| --------- | ------------------ | ------------------ |
| CDU       | 28,3 %             | 18,9 %             |
| SPD       | 17,4 %             | 25,7 %             |
| FDP       | 3,9 %              | 13,3 %             |
| Grüne     | 14,3 %             | 17,4 %             |
| Die Linke | 7,5 %              | 2,7 %              |
| AfD       | 18,2 %             | 10,0 %             |
| Sonstige  | 10,4 %             | 12,0 %             |

| Partei   | Stimmenanteil 2021 | Stimmenanteil 2016 |
| -------- | ------------------ | ------------------ |
| CDU      | 21,8 %             | 21,6 %             |
| SPD      | 13,5 %             | 17,6 %             |
| Grüne    | 31,8 %             | 32,9 %             |
| FDP      | 8,1 %              | 6,1 %              |
| AfD      | 9,9 %              | 14,7 %             |
| Sonstige | 14,9 %             | 7,1 %              |

### Vögte
| Amtszeit      | Name             |  | Amtszeit  | Name                   |
| ------------- | ---------------- |  | --------- | ---------------------- |
| um 1470       | Lienhard Brunner |  | 1736–1744 | Jakob Arzet            |
| um 1491–1551? | Hans Sütterle    |  | 1744–1767 | Johann Jakob Maurer    |
| um 1572       | Jerg Sütterle    |  | 1767–1770 | Hans Jerg Bötsch       |
| um 1585–1609  | Michael Münch    |  | 1770–1784 | Johann Jakob Maurer    |
| 1609–1636     | Jerg Sütterle    |  | 1784–1793 | Johann Michael Claiß   |
| 1636–1668     | Fritz Münch      |  | 1793–1796 | Hans Jakob Bötsch      |
| 1668–1680     | Hans Lacher      |  | 1796–1800 | Johann Fr. Stutz       |
| 1680–1693     | Fritz Strütt     |  | 1800–1808 | Johann Michael Gräßlin |
| 1693–1708     | Hans Lacher      |  | 1808–1813 | Johann Jakob Greiner   |
| 1708–1721     | Anthony Sicc     |  | 1813–1822 | Andreas Arzet          |
| 1721–1736     | Hans Jerg Lacher |  | 1822–1832 | Johann Jakob Greiner   |

Quelle: Behringer & Zumtobel, Hausen im Wiesental

### Bürgermeister
| Amtszeit  | Name                      |  | Amtszeit  | Name                     |
| --------- | ------------------------- |  | --------- | ------------------------ |
| 1832–1836 | Johann Georg Bipp         |  | 1877–1878 | Johann Jakob Maurer      |
| 1836–1837 | Johann Georg Währer       |  | 1878–1879 | Johann Friedrich Arzet   |
| 1837–1839 | Friedrich Riedmeyer       |  | 1879      | Georg Friedrich Bipp     |
| 1839–1841 | Johann Georg Greiner      |  | 1879–1880 | Theodor Herbster         |
| 1841–1844 | Johann Georg Bipp         |  | 1880–1911 | Johann Jakob Roths       |
| 1844–1847 | Johann Friedrich Arzet    |  | 1911–1913 | Gustav Behringer         |
| 1847–1852 | Johann Jakob Greiner      |  | 1913–1945 | Albert Hauser            |
| 1852–1856 | Johann Friedrich Arzet    |  | 1945      | Adolf Philipp            |
| 1856–1865 | Karl Chr. Greiner         |  | 1946–1955 | Ernst Friedrich Schleith |
| 1865–1867 | Georg Friedrich Behringer |  | 1955–1975 | Ernst W. Hug             |
| 1867–1871 | Johann Jakob Maurer       |  | 1975–1999 | Karl Heinz Vogt          |
| 1871–1872 | August Klaile             |  | 1999–2023 | Martin Bühler            |
| 1872–1877 | Georg Friedrich Fritz     |  | seit 2023 | Philipp Lotter           |

Quelle: Hausen im Wiesental – Gegenwart und Geschichte
Bürgermeister ist seit dem 11. Juli 2023 Philipp Lotter. Er wurde am 2. April 2023 mit 54 Prozent der Stimmen gewählt. Sein Vorgänger Martin Bühler war nicht mehr zu Wahl angetreten.

### Wappen
| Wappen von Hausen im Wiesental | Blasonierung: „In Grün ein silbernes Fachwerkhaus.“ |
| Wappen von Hausen im Wiesental | Wappenbegründung: Der Entwurf für das Wappen von 1963 stammt von Armand Wilhelm Brendlin, einem früheren Gemeinderat und Grafiker. Neben dem Bezug zum Ortsnamen (HAUSen) stellt dieses außerdem eine Verbindung zum Heimatdichter Johann Peter Hebel her, dessen Heimathaus es nachempfunden ist. Bereits im 19. Jahrhundert führte die Gemeinde ein Haus in ihrem Siegel und seit 1903 stellte es das Hebelhaus dar. |

### Gemeindepartnerschaften
Die Gemeinde Hausen pflegt Partnerschaften mit Hausen AG (vormals Hausen bei Brugg) im Schweizer Kanton Aargau und mit Marlishausen, jetzt Ortsteil der Stadt Arnstadt in Thüringen.
Die Partnerschaft mit Hausen AG wurde 1969 geschlossen, als in der Schweizer Gemeinde eine neue Mehrzweckhalle gebaut und die Hebelmusik unter Begleitung des Hausener Bürgermeisters Ernst Hug auf dem Rohbaufest spielte. Gepflegt wird die Partnerschaft durch gegenseitige Besuche beim Hebelfest, an der Schweizer Bundesfeier und am Jugendfest in Hausen AG. Daneben bestehen regelmäßige Treffen der Gemeinderäte, der Lehrerkollegien und von Seniorengruppen.
Die Partnerschaft mit Marlishausen besteht seit 1990 und wird ebenfalls durch jährliche Besuche, insbesondere der beiden Freiwilligen Feuerwehren, gepflegt.

## Kultur und Sehenswürdigkeiten

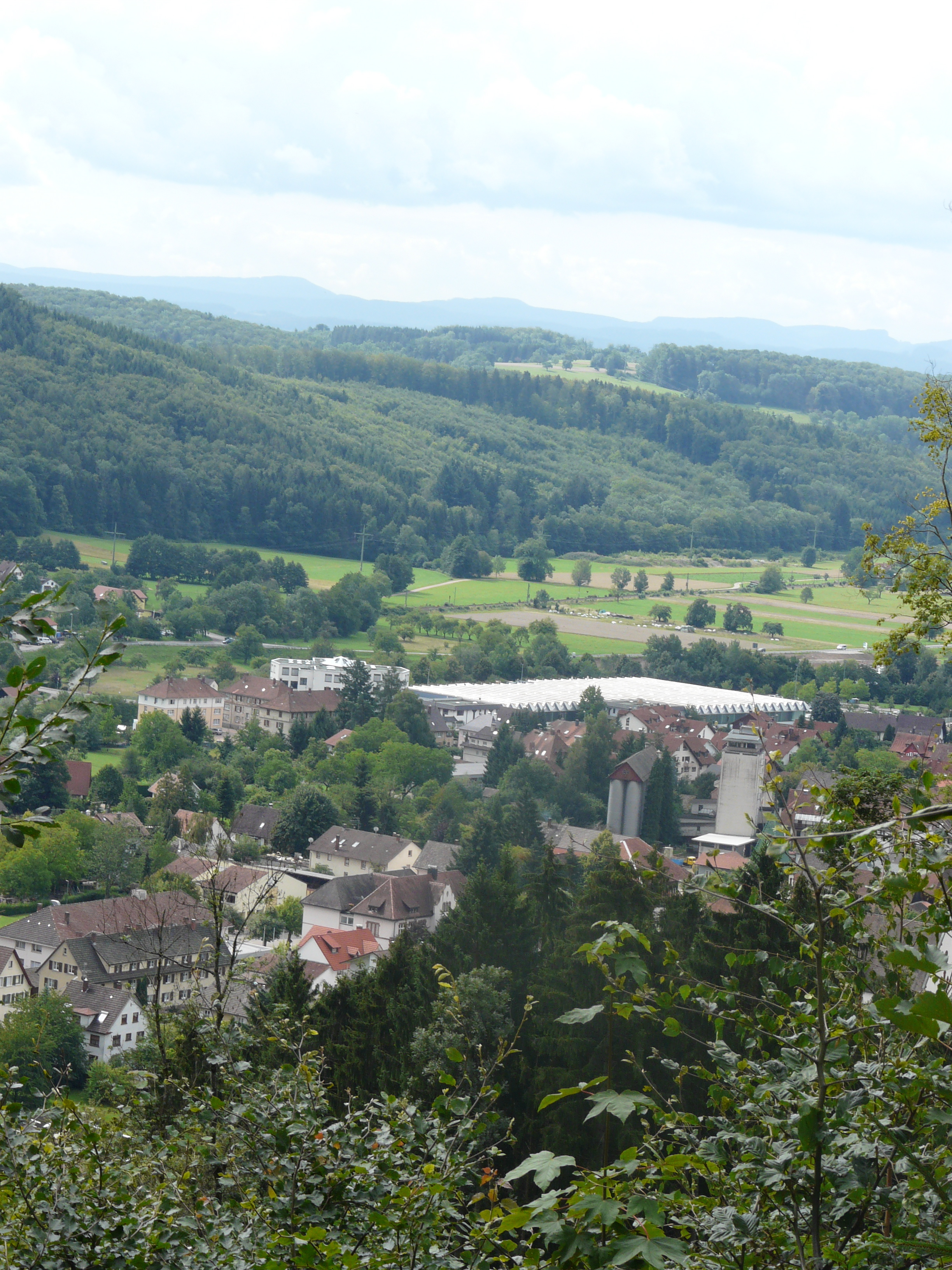
Blick auf das Hausener Mittel- und Unterdorf von Westen aus. In der Bildmitte rechts ist die ehemalige Menton-Mühle zu erkennen, etwas dahinter das Gelände der Firma Autokabel.

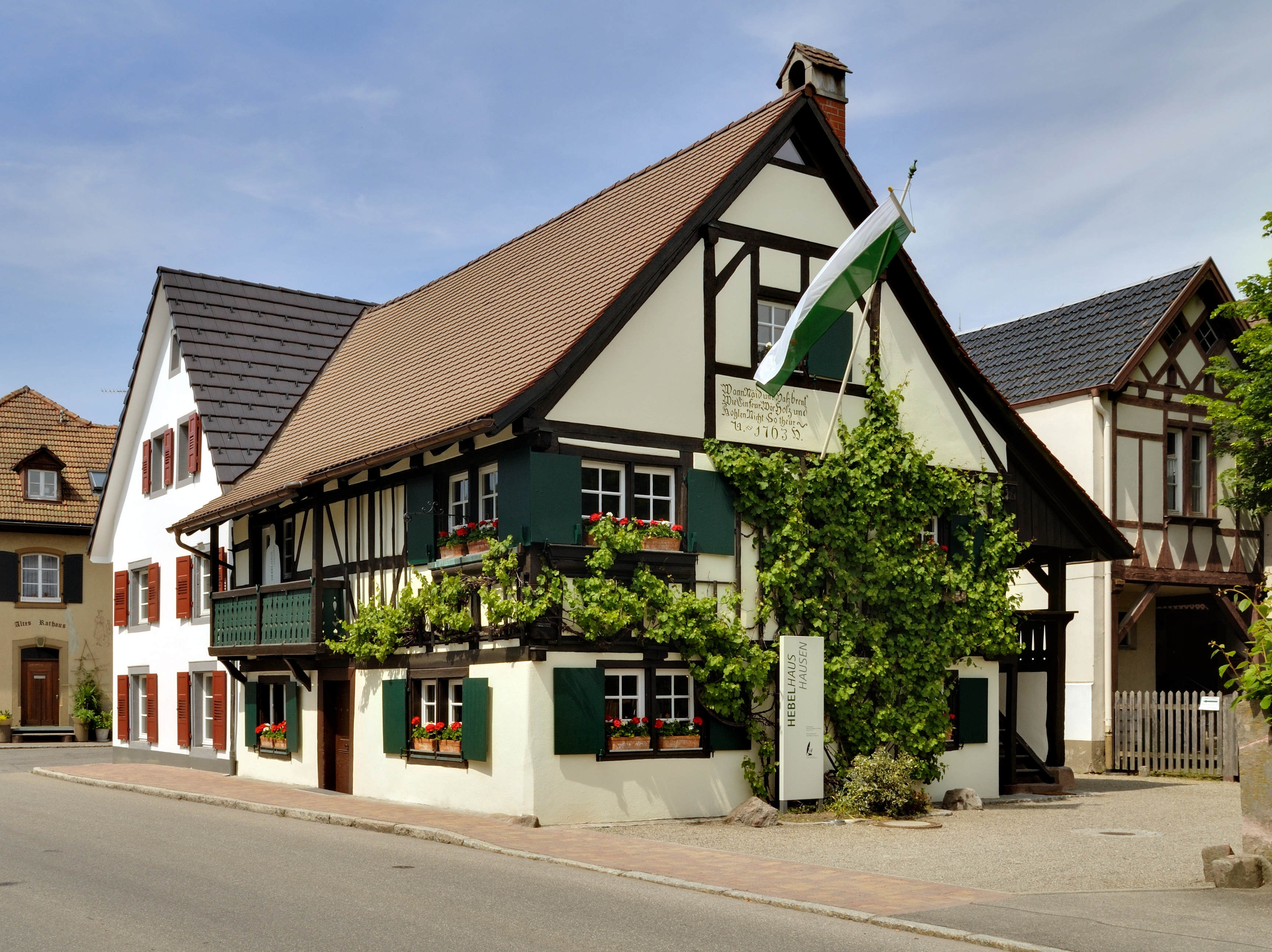
Das „Hebelhuus“, das Heimathaus von Johann Peter Hebel

### Ortsbild und Bauwerke
Informell ist Hausen in Ober-, Mittel- und Unterdorf gegliedert. Das Mitteldorf umfasst den historischen Ortskern mit dem Alten Rathaus und der evangelischen Kirche. Die evangelische Pfarrkirche wurde 1738 errichtet, ein früheres Kirchlein an gleicher Stelle war für den Neubau abgerissen worden. Die hell verputzte Kirche hat einen rechteckigen Grundriss, ein Satteldach und ist nicht geostet, sondern in Nord-Süd-Richtung ausgerichtet.
Im Mitteldorf steht auch das Heimathaus von Johann Peter Hebel, das sogenannte Hebelhuus oder Hebelhüsli. Es war lange Heimatmuseum und wurde zum Großen Hebelfest 2010 durch eine neue Ausstellung erweitert, die das literarische Schaffen Hebels stärker betont. Das Hebelhaus wird auch als Ort für Trauungen, Lesungen und Ähnliches verwendet.
Unweit vom Hebelhaus entfernt befinden sich das Feuerwehrhaus der Freiwilligen Feuerwehr und das heutige Rathaus. Davor steht ein Basilisken-Brunnen, ein Geschenk der Basler Hebelstiftung an die Gemeinde Hausen. Neben dem Rathaus befindet sich ein kleiner Park mit einem Brunnen und einem Gedenkstein für den 1945 verstorbenen Bürgermeister Hauser.
Im nördlich des Mitteldorfs gelegenen Oberdorf befindet sich die katholische Pfarrkirche St. Josef. Die neugotische Kirche wurde von Max Meckel entworfen und 1894 gebaut. Sie ist fünfjochig, außen weiß verputzt mit rötlichen Hausteinteilen aus Sandstein und besitzt einen viergeschossigen Turm, dessen Turmpyramide mit grün-lasierten Ziegeln gedeckt ist. Gegenüber der Kirche befindet sich das Schulgelände. Um den Schulhof sind im Uhrzeigersinn von Westen her beginnend das 1908 eingeweihte alte Schulgebäude, die Turn- und Festhalle, das 2022 eröffnete Pflegeheim „Haus an der Wiese“, der Kindergarten, sowie das 1984 erbaute zweite Schulgebäude und der Kindergarten im Osten gruppiert. Südlich des Schulhofes wurde auf dem ehemaligen Friedhofsgelände ein kleiner Park angelegt, in dem sich der Übungspavillon der Hebelmusik befindet. Im nördlichen Teil des Oberdorfs liegt das ehemalige Eisenwerksgelände; dort war lange Zeit ein Textilwerk der Firma Brennet angesiedelt. Es ist geplant, dieses Gelände als Gewerbegebiet Bergwerk wieder neu zu erschließen.
Den Süden des Ortes bildet das Unterdorf mit dem Friedhof, dem Sportplatz und dem Gewerbegebiet Krummatt mit dem ehemaligen Brennet-Werk.
Durch das ganze Dorf zieht sich ein Gewerbekanal, der Teichgraben oder Teich (alemannisch Diich). Er wird im Oberdorf von der Wiese abgeleitet und fließt ihr östlich des Unterdorfes wieder zu. Daneben besteht noch ein Wuhr, das wahrscheinlich schon zu frühen Besiedelungszeiten der Entwässerung der Talsohle am Köhlsberg diente.

### Musik
Seit 1855 besteht in Hausen die Hebelmusik, ein Blasmusikorchester. Für einige Zeit gab es auch ein Streichorchester, das aber inzwischen aufgelöst wurde. Ebenfalls aufgelöst wurde der Männerchor, jedoch unterhalten beide Kirchengemeinden noch ihre Chöre, den Katholischen Kirchenchor und den Evangelischen Singkreis. Der Förderverein Musikschule bietet Musikkurse für Kinder an und fördert den Besuch der Musikschule Mittleres Wiesental.

### Sport
Das Sportangebot in Hausen wird vor allem von Vereinen geprägt. So gibt es in den Fußballverein FC Hausen (bekannteste ehemalige Spielerin ist die Frauen-Nationalspielerin Melanie Behringer), den Turnverein TV Hausen, den Tennisclub TC Grün-Weiss Hausen, eine Schützengesellschaft, Vereine für Hunde- und Angelsport, eine Sektion des Schwarzwaldvereins sowie einen Kleintierzuchtverein. Im Ringsport besteht eine Kooperation zweier Vereine aus Hausen und der Nachbarstadt Zell, die sich zur Ringgemeinschaft (RG) Hausen-Zell zusammengeschlossen haben. Die erste Mannschaft der RG ringt derzeit (Stand 2018) in der Ringer-Bundesliga.
Die Gemeinde selbst unterhält im Unterdorf auf der Stockmatt eine Sportanlage, die einen Rasenplatz, einen Hartplatz und Leichtathletikanlagen umfasst und von mehreren Vereinen mitbenutzt wird. Die Hausener Vereine engagieren sich im Allgemeinen sehr stark im Jugendbereich.

### Regelmäßige Veranstaltungen

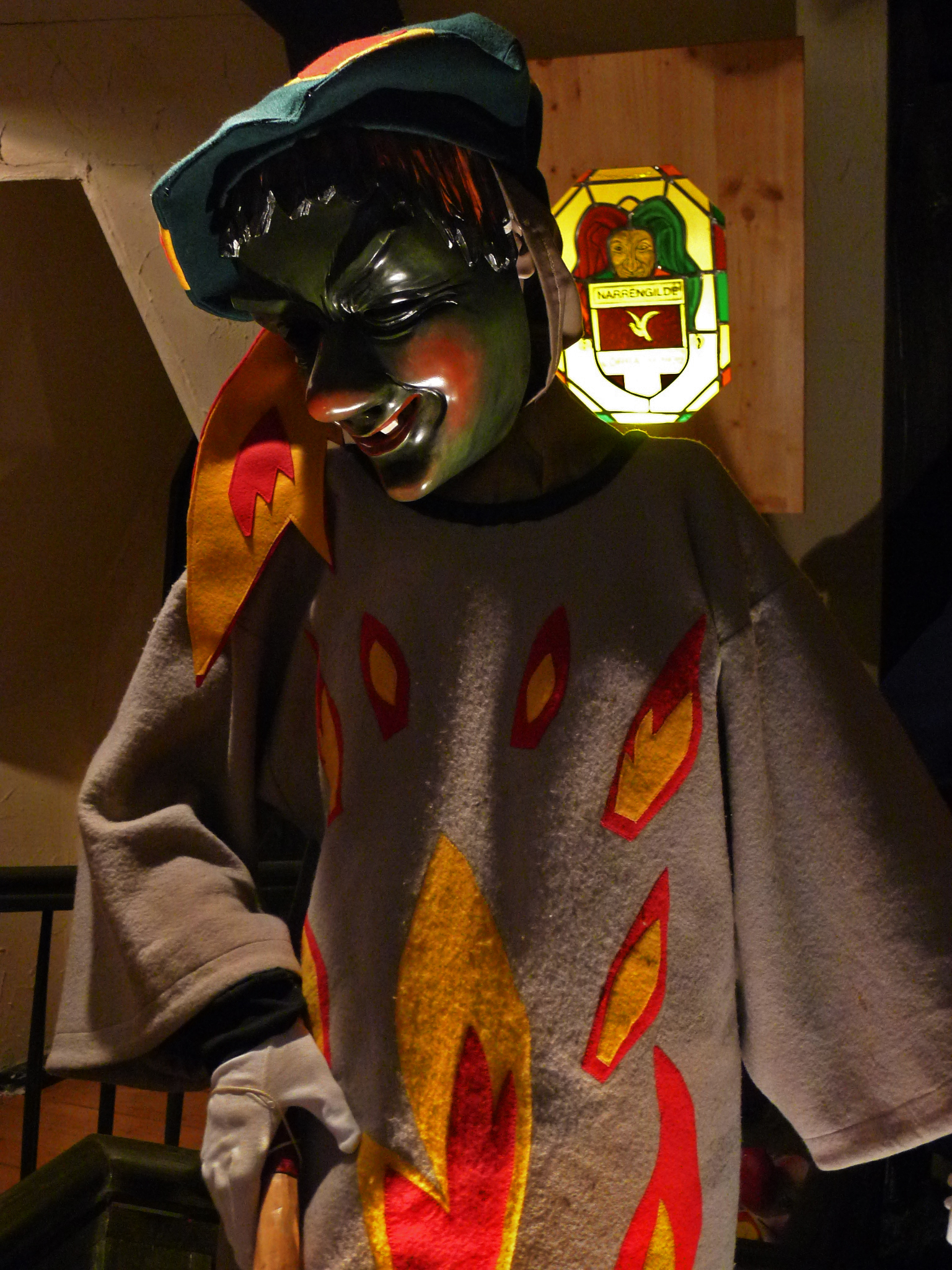
Irrlichter-Häs der Narrenzunft Hausen

Zu Ehren von Johann Peter Hebel wird jährlich am 10. Mai, Hebels Geburtstag, das Hebelfest in Hausen gefeiert. Alle zwei Jahre wird der mit 20.000 Euro dotierte Hebelpreis des Landes Baden-Württemberg verliehen. Ferner verleiht die Gemeinde Hausen jährlich am Hebelabend (dem Samstag vor dem 10. Mai) die Hebelplakette. Weitere Ereignisse des Hebelfestes sind ein Kinderumzug in Tracht und das Hebelmähli, das von der Basler Hebelstiftung ausgerichtet wird. Mit dem Hebelmähli erfüllt die Basler Hebelstiftung eine Bestimmung aus Hebels Testament: An seinem Geburtstag werden die zwölf ältesten Männer (seit 1972 auch die zwölf ältesten Frauen) des Dorfes zu einem festlichen Essen geladen. Alle 25 Jahre, zuletzt 2010, wird das Hebelfest als Großes Hebelfest gefeiert.
Die Fastnacht ist im vormals protestantischen Hausen nicht ganz so traditionsreich wie zum Beispiel im benachbarten Zell; gleichwohl hat sich auch in Hausen ein von der Narrenzunft organisiertes Fastnachtsprogramm etabliert, zu dem unter anderem der Verkauf einer Spottzeitung, ein Kinderumzug und ein abschließendes Scheibenfeuer gehören.

## Wirtschaft und Infrastruktur

### Flächennutzung
Die Hausener Gemarkung ist zu großen Teilen von Wald bedeckt, der 59,6 % (306 Hektar) der gesamten Ortsfläche ausmacht. Die Siedlungs- und Verkehrsfläche der Gemarkung beträgt 89 Hektar (17,4 %), von denen 59 auf Gebäude- und Freiflächen entfallen, 8 auf Grünanlagen und 22 auf Straßen, Wege und Plätze. Weitere 21 % (108) Hektar sind als landwirtschaftliche Fläche ausgewiesen, während 10 Hektar oder 2 % des Dorfes von Wasser bedeckt sind (alle Angaben Stand 31. Dezember 2009).

### Verkehr

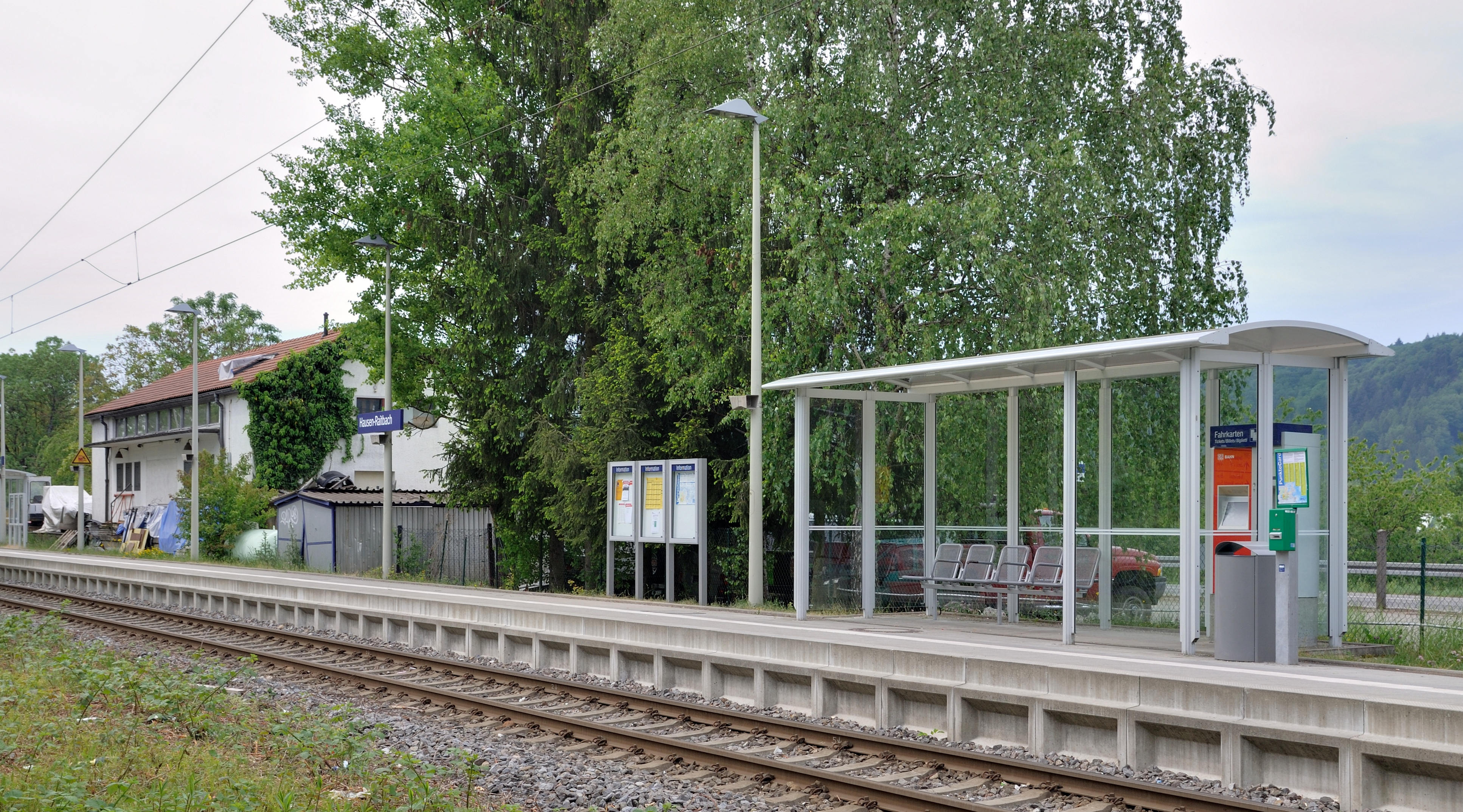
Haltepunkt der Regio-S-Bahn

Hausen hat mit Raitbach, einem Ortsteil von Schopfheim, einen gemeinsamen Bahnhof an der Linie S6 der trinationalen S-Bahn Basel, die als Wiesentalbahn den Badischen Bahnhof in Basel mit Zell im Wiesental verbindet. Darüber hinaus verfügt die Gemeinde über einige lokale und regionale Busverbindungen. Sie gehört dem Regio Verkehrsverbund Lörrach an. Über die am linken Wieseufer verlaufende Bundesstraße 317 ist der Ort mit dem überregionalen Straßennetz verbunden; die Kreisstraße 6348 führt von der B 317 abgehend über den Passübergang Maienberg durch Hausen nach Enkenstein.
Durch Hausen im Wiesental führt der 54 Kilometer lange Wiesental Radweg, der von Todtnau kommend quer durch den Landkreis Lörrach bis nach Basel führt.

### Bildung

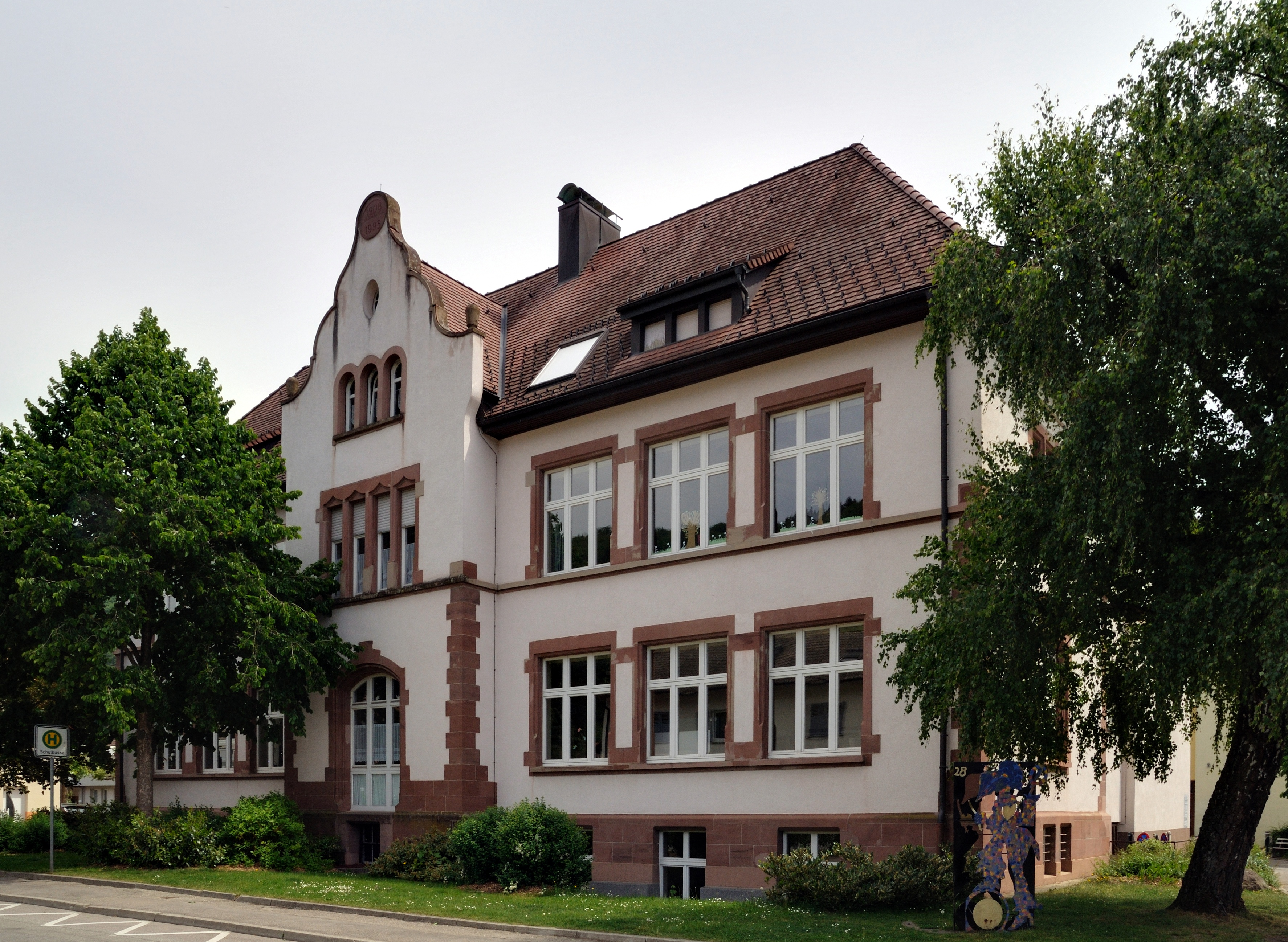
Schulhaus

Die erste Schule in Hausen ist im Jahr 1680 nachgewiesen. Nach zahlreichen Umzügen und Neubauten wurde im Jahr 1908 das heutige Schulgebäude errichtet, das im Jahr 1984 um ein weiteres Gebäude für die Hauptschule erweitert wurde. Bis zum Schuljahr 2009/10 bestanden in Hausen sowohl eine Grund- als auch eine Hauptschule, seit 2010/2011 ist die Hauptschule jedoch eine Außenstelle der Gerhard-Jung-Hauptschule im benachbarten Zell. In Zell befindet sich auch die von Hausen aus nächstgelegene Realschule, das nächstgelegene Gymnasium ist das Theodor-Heuss-Gymnasium Schopfheim. Die Hausener Schule wird seit 2003 durch den Förderverein Aufwind mit mehr als 100 Mitgliedern unterstützt.
Seit 1853 besteht in der Gemeinde Hausen ein von der Gemeinde betriebener Kindergarten. Anfangs im Rathaus und später bei der evangelischen Kirche untergebracht, erhielt der Kindergarten im Jahr 1963 ein eigenes Gebäude in direkter Nachbarschaft der Schule.

### Ansässige Unternehmen
Im 20. Jahrhundert war die Textilindustrie der bestimmende Wirtschaftszweig im Ort. Mit dem Niedergang der Wiesentäler Textilindustrie Ende des 20. Jahrhunderts nahm ihre Bedeutung auch in Hausen ab, die letzte Produktionsstätte wurde Ende 2011 aufgegeben. Von Bedeutung ist der Automobilzulieferer Auto Kabel GmbH, der seinen Sitz in Hausen hat. Darüber hinaus sind im Ort mehrere kleine und mittlere Unternehmen sowie ortsübliche Handwerksbetriebe angesiedelt. Im Jahr 2009 zählte das Dorf drei Betriebe des verarbeitenden Gewerbes mit insgesamt 280 Beschäftigten; es bestanden im Jahr 2007 noch zwei landwirtschaftliche Betriebe im Nebenerwerb und einer im Haupterwerb. Im Handwerk gab es 1995 vierzehn Betriebe mit 68 Beschäftigten.
Derzeit wird an der Wiese ein Wasserkraftwerk gebaut.

## Persönlichkeiten

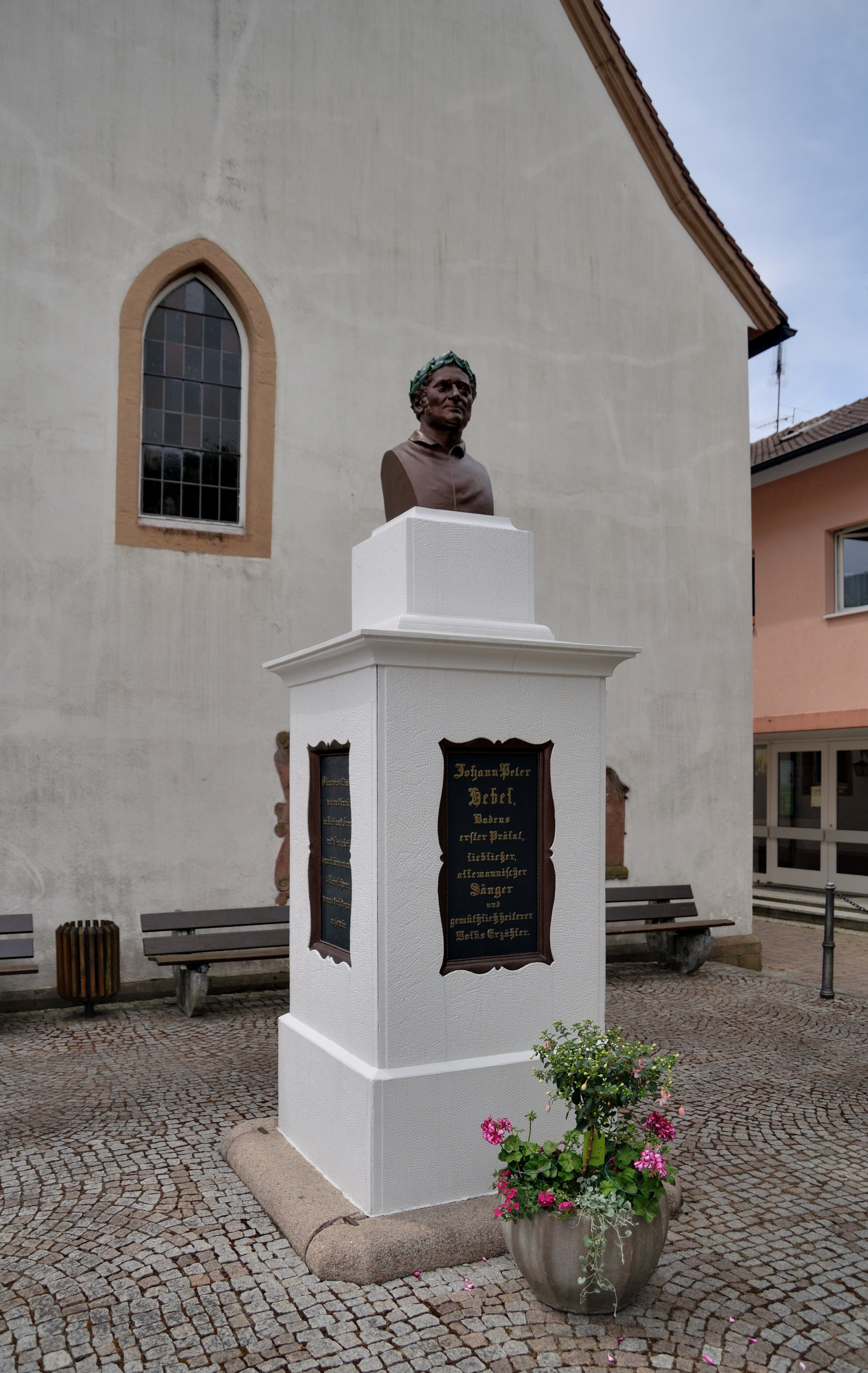
Hebeldenkmal vor der Evangelischen Kirche

Der berühmteste Bürger der Gemeinde Hausen im Wiesental war der Dichter und Prälat Johann Peter Hebel. Er wurde 1760 in Basel geboren, wo seine Eltern im Sommer in einem Patrizierhaus arbeiteten. Den Winter über lebten Hebels Eltern aber in Hausen, wo Hebel einen Großteil seiner Kindheit verbrachte und wo er von 1766 bis 1769 auch die Volksschule besuchte. Hebel verließ Hausen 1774, um das Karlsruher Gymnasium zu besuchen, die Erinnerung an Hausen blieb ihm aber viele Jahre nach dem Verlassen seiner Heimat noch wach; so widmete er die Erstausgabe seiner Gedichtsammlung Allemannische Gedichte „meinem lieben Freund, Herrn Berginspector Herbster, und dann meinen guten Verwandten, Freunden und Landsleuten im Wiesenthal zum Andenken“. Einem Hausener Freund verfasste er außerdem ein weiteres Gedicht, in dem er mehrmals Bezug auf das Bergland um Hausen nahm. Das Gedicht Der Schmelzofen basiert auf Hebels Kenntnis des Hausener Eisenwerks und in einem Brief aus dem Jahr 1800 schrieb Hebel außerdem: Es ist für mich wahr und bleibt für mich wahr, der Himmel ist nirgends so blau, und die Luft nirgends so rein, und alles so lieblich und so heimlich als zwischen den Bergen von Hausen.

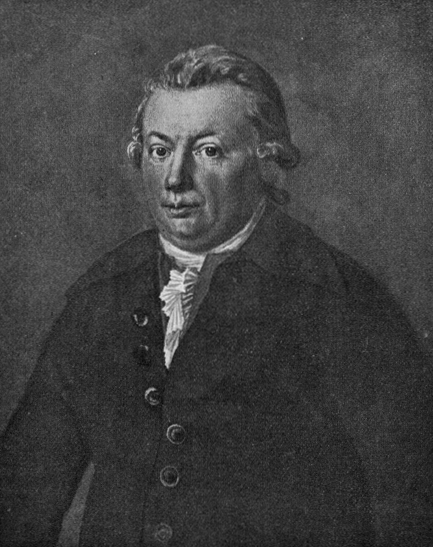
Johann Sebastian Clais

Johann Sebastian Clais wurde am 28. Februar 1742 in Hausen geboren, wo sein Vater und Onkel das Gasthaus Adler und eine Bäckerei bewirtschafteten. 1752 zog die Familie von Hausen weg, zunächst nach Neuenweg, dann nach Badenweiler, wo Clais' Vater Schulmeister wurde. Clais wurde später als Erfinder und Techniker, vor allem auf dem Gebiet der Salzgewinnung, bekannt.
Ein weiterer Sohn der Gemeinde ist der expressionistische Maler August Babberger, der am 8. Dezember 1885 in Hausen geboren wurde und bis 1895 im Dorf lebte.
Rudolf Langendorf wurde am 29. Dezember 1894 in Hausen geboren. Er erlernte den Beruf des Kaufmanns. Er wurde Kommunist und Mitglied der Lechleiter-Widerstandsgruppe. Am 15. September 1942 wurde er in Stuttgart hingerichtet.
Reinhold Zumtobel kam am 24. Februar 1878 in Hausen zur Welt. Anfangs in geordneten Verhältnissen aufwachsend, wurde er nach dem Tod seiner Mutter und infolge der Alkoholabhängigkeit seines Vaters zum „Gemeindebub“, der von der örtlichen Wohlfahrtspflege unterstützt wurde, bis er mit 13 zunächst in einer Ziegelei, später als Fabrikarbeiter zu arbeiten begann. Zumtobel engagierte sich in der SPD, wurde Stadtrat in Freiburg und Redakteur der sozialdemokratischen Zeitung „Volkswacht“. Von den Nationalsozialisten mit Berufsverbot belegt, schrieb er ab 1933 für die Sonntagsbeilage des Markgräfler Tagblatts und widmete sich dem Verfassen der 1937 erschienenen ersten Hausener Ortschronik. 1949 wurde er zum Ehrenbürger der Gemeinde ernannt, und 1953 erhielt er den Hebelpreis verliehen.
Einige Jahre nach Zumtobel wurde mit Oskar Rümmele ein weiterer Politiker in Hausen geboren. Rümmele engagierte sich in den christlichen Gewerkschaftsverbänden und wurde nach dem Zweiten Weltkrieg Mitglied der CDU. Von 1949 bis 1957 vertrat der den Wahlkreis Offenburg im Bundestag, und als Vorsitzender des Verkehrsausschusses setzte er 1957 bundesweit das innerörtliche Tempolimit von 50 km/h durch.
Als Sohn des örtlichen evangelischen Pfarrers wurde Maurus Gerner-Beuerle am 28. Januar 1903 in Hausen geboren. Er verbrachte seine Kindheit und Jugendzeit in Hausen und legte an der Oberrealschule Schopfheim (heute Theodor-Heuss-Gymnasium) das Abitur ab. Nach einer Zeit als Maurer und Zimmermann in Hausen begann er 1923 das Studium der Theologie und wurde anschließend Pfarrer; ab 1938 arbeitete er in Bremen, wo er 1946 Domprediger wurde. Gerner-Beuerle verfasste auch Texte auf Alemannisch, sowohl Lyrik als auch Prosa. 1971 wurde ihm hierfür die Johann-Peter-Hebel-Plakette verliehen.
Neben dem bereits erwähnten Reinhold Zumtobel hat die Gemeinde Hausen vier weiteren Personen die Ehrenbürgerschaft verliehen. Es handelt sich dabei um die ehemaligen Bürgermeister Johann Jakob Roths (Amtszeit von 1880 bis 1911), Ernst W. Hug (1955–1975) und Karl Heinz Vogt (1975–1999) sowie um den Heimatdichter und Schriftsteller Gerhard Jung (1926–1998), der 1973 bereits mit der Hebelplakette und 1974 mit dem Hebelpreis ausgezeichnet worden war.
Der Sprachwissenschaftler Simon Meier-Vieracker ist in Hausen aufgewachsen.
Seit einigen Jahren ist die bekannte Theater-Regisseurin und Bühnenbildnerin Ricarda Beilharz, frühere Ausstattungsleiterin im Theater Basel, in Hausen ansässig.